# Pahasapasaurus
Pahasapasaurus là một chi thằn lằn cổ rắn, được Schumacher mô tả khoa học năm 2007.